# 麥迪娜·買買提
麥迪娜·買買提（維吾爾語：مادىنا مەمەت‎，拉丁维文：Madina Memet，1987年9月10日—），新疆烏魯木齊市人，中國維吾爾族女演員。

## 早年经历
1998年，舞蹈家海丽且木·斯迪克来新疆招生，相中了11岁的麦迪娜，于是麦迪娜跟随其到北京盛基艺术学院大专班学习舞蹈。在北京学了整整五年舞蹈后，麦迪娜回到新疆，被分配到新疆艺术剧院歌舞团，并成为该团的台柱子。

## 私人生活
麦迪娜出生于乌鲁木齐一个普通家庭，是家中五个孩子中最小的。2016年，與男星姜潮因拍攝電視劇《幻城》而交往。2019年5月8日，芒果TV节目《新生日记》节目录制现场，姜潮向麦迪娜求婚成功。5月20日，麥迪娜誕下一子。2021年5月20日在兒子生日宣佈懷二胎，于9月10日诞下一女。

## 影视作品

### 电视剧
| 首播年份 | 剧名                         | 角色        | 备注                          |
| 2011年   | 《新還珠格格》               | 香妃 (含香) |                               |
| 2012年   | 《我家有喜》                 | 刘经理      |                               |
| 2013年   | 《隋唐演義》                 | 丽贵嫔      |                               |
| 2013年   | 《陸貞傳奇》                 | 都美兒      |                               |
| 2013年   | 《战国小兵》                 | 公主玥      |                               |
| 2013年   | 《夺宝惊魂》                 | 瑪麗        | 以"买地娜·买买提"出現在演員表 |
| 2013年   | 《花非花霧非霧》             | 貝絲        |                               |
| 2013年   | 《我為宮狂》                 | 西西        | 网路剧                        |
| 2014年   | 《封神英雄榜》               | 玉磬        |                               |
| 2014年   | 《宮鎖連城》                 | 百乐        |                               |
| 2015年   | 《封神英雄》                 | 玉磬        | 又名:《封神英雄榜2》          |
| 2015年   | 《家和万事兴》               | 葛珊珊      |                               |
| 2015年   | 《热血》                     | 娜塔莎      |                               |
| 2016年   | 《真命天子》                 | 花蓉        |                               |
| 2016年   | 《幻城》                     | 岚裳        |                               |
| 2017年   | 《孤芳不自賞》               | 阳凤        |                               |
| 2017年   | 《幻城凡世》                 | 明娜        | 网路剧                        |
| 2018年   | 《泡沫之夏》                 | 沈蔷        | 特別出演                      |
| 2018年   | 《钟馗捉妖记》               | 罂粟        |                               |
| 2019年   | 《重耳傳奇》                 | 驪姬        |                               |
| 2021年   | 《風起霓裳》                 | 安大家/安氏 | 特別出演                      |
| 2021年   | 《當愛情遇上科學家》         | 李菲菲      | 客串，网路剧                  |
| 待播     | 《秋官课院之狄仁杰浮世传奇》 | 獨孤鶯兒    |                               |

### 电影
| 上映年份 | 电影名                 | 角色   | 备注             |
| 2014年   | 《前任攻略》           | 玲玲   | 男主角前女友之一 |
| 2014年   | 《钟馗伏魔：雪妖魔灵》 | 黄蛇   |                  |
| 2015年   | 《师父》               | 茶汤女 |                  |
| 2018年   | 《功夫联盟》           | 保儿   |                  |

### 综艺节目
- 2011年 舞动奇迹 第三季
- 2013年 星跳水立方 參賽者
- 2017年 我們的征途 參賽者 安徽衛視
- 2019年 新生日記   嘉賓
- 2020年 婆婆和媽媽 湖南衛視

## 外部連結
- 麥迪娜·買買提的新浪微博
- 麥迪娜·買買提的新浪博客